# Muzyczne Studio Polskiego Radia im. Agnieszki Osieckiej

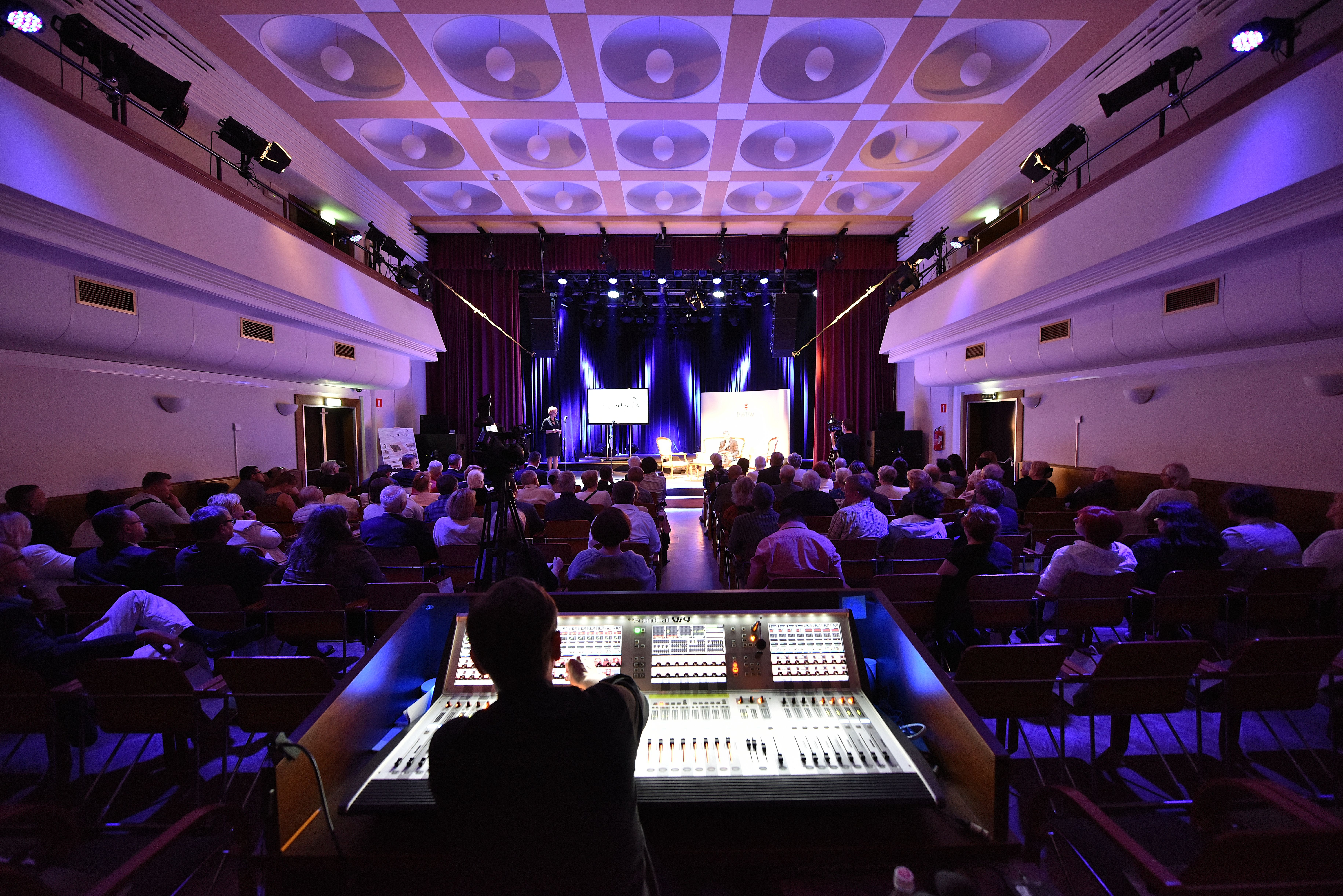
Muzyczne Studio Polskiego Radia im. Agnieszki Osieckiej

Muzyczne Studio Polskiego Radia im. Agnieszki Osieckiej, do 1997 studio M-1 – studio nagraniowe Polskiego Radia umożliwiające również transmisje na żywo (najczęściej) na antenie Programu III. Studio zlokalizowane jest w jego gmachu przy ulicy Myśliwieckiej 3/5/7 w Warszawie.
Początki Studia sięgają roku 1947, kiedy to doszczętnie zniszczony w czasie wojny budynek został przeznaczony na potrzeby rozgłośni radiowej. Studio zostało zaprojektowane przez inżynierów Tadeusza Dąbrowskiego i Aleksandra Janika. Na przełomie 1996 i 1997 studio zostało zmodernizowane przez akustyka Jana Dodackiego i architekta Kazimierza Wośko. Inauguracja działalności studia połączona z nadaniem mu imienia Agnieszki Osieckiej (1936–1997) odbyła się w 1997 roku, wkrótce po śmierci poetki.

## Dane techniczne
Całkowita liczba miejsc to 200-250, w tym 150 miejsc siedzących. Obecnie studio składa się ze studia głównego o powierzchni 256 m² z reżyserką o powierzchni 35 m², w którego skład wchodzi również stanowisko montażowo-masteringowe. Reżyserka wyposażona została w analogowy stół mikserski SSL serii 9000J ze sterowaniem komputerowym oraz magnetofony do zapisu wielośladowego: analogowy A827 24MCH i cyfrowy DASH D827 48MCH.
Opis studia znajduje się na stronie internetowej Polskiego Radia.

## Charakterystyka działalności
W studiu odbywają się m.in. koncerty z gatunków pop, jazz, rock, heavy metal czy muzyki poważnej, a także recitale i konferencje prasowe. Corocznie odbywa się tu konkurs na interpretację piosenek Agnieszki Osieckiej Pamiętajmy o Osieckiej organizowany przez Fundację Okularnicy.
Podczas koncertów w studiu występowali m.in. tacy wykonawcy jak Anna Maria Jopek, Ewa Bem, Tori Amos, Suzanne Vega, Katarzyna Nosowska, Józef Skrzek, Janusz Radek, Raz, Dwa, Trzy, Edyta Górniak, Tadeusz Woźniak, Habakuk, Cool Kids of Death, Undish, Moonlight, Artrosis, Lady Pank, Sidney Polak, Novika, T.Love, Lao Che, Coma, Porcupine Tree, Kasa Chorych, Lora Szafran, Komety, Pustki, Pidżama Porno, Strachy na Lachy, Voo Voo, Trebunie-Tutki, Grzegorz Turnau, Archive, Pogodno, Amy Macdonald, Pendragon, Tomasz Stańko, Marek Napiórkowski, Hey, Gotan Project, IRA, Lech Janerka, Katarzyna Groniec, Quidam, John Porter, Myslovitz, Püdelsi, Dżem, Pat Metheny, Jacek Kaczmarski, Włodzimierz Nahorny, Perfect, Ray Wilson, Stanisław Sojka, Kuba Sienkiewicz, Steve Hackett, Sistars, Zbigniew Namysłowski, Maanam, Jan Ptaszyn Wróblewski, Henryk Miśkiewicz, Maryla Rodowicz, O.S.T.R., Tymon & The Transistors, Andrzej Piaseczny, Monika Brodka, Katie Melua, Łona, Krzysztof Kiljański, Kombajn do Zbierania Kur po Wioskach, Marillion, Fish i inni.

## Albumy nagrane w Muzycznym Studiu Trójki im. Agnieszki Osieckiej
Dotychczas zarejestrowano i wydano m.in. następujące albumy:
| data sesji koncertu                   | artyści | tytuł zarejestrowanego wtedy albumu                                              | uwagi |
| ------------------------------------- | --- | -------------------------------------------------------------------------------- | --- |
| 16 grudnia 1982 – 9 października 1983 | różni | I Ching                                                                          | sesja nagraniowa (album studyjny)                                                                                   |
| luty 1983                             | Tomasz Stańko i Andrzej Kurylewicz                                                                              | Korozje                                                                          | sesja nagraniowa (album studyjny)                                                                                   |
| 26 marca 1994                         | Grzegorz Turnau                                                                                                 | Turnau w Trójce                                                                  | koncert |
| 15 kwietnia 1994                      | Lady Pank | Trójka Live!                                                                     | koncert |
| październik 1997                      | Mirosław Czyżykiewicz                                                                                           | AVE                                                                              | sesja nagraniowa (album studyjny)                                                                                   |
| 7 listopada 1998                      | Mariusz Lubomski                                                                                                | Lubomski w Trójce                                                                | koncert |
| 6 grudnia 1998                        | Republika | Trójka Live! (wznowienie w 2014 roku jako Koncerty w Trójce vol. 13 – Republika) | koncert |
| 4–5 czerwca 1999                      | Voo Voo | Koncert w Trójce                                                                 | koncert |
| 16 października 1999                  | Closterkeller                                                                                                   | Fin de siècle                                                                    | koncert |
| 29 stycznia 2000                      | Abraxas | Live in Memoriam                                                                 | Koncert ku pamięci Tomasza Beksińskiego.                                                                            |
| 15 lipca 2000                         | Voo Voo | Trójdźwięki – dysk drugi                                                         | koncert |
| 2001                                  | Pendragon | Acoustically Challenged                                                          | koncert |
| 13 stycznia 2001                      | Moonlight | Koncert w Trójce 1991–2001                                                       | koncert |
| 6 kwietnia 2001                       | Porcupine Tree                                                                                                  | Warszawa                                                                         | koncert |
| 20 października 2001                  | Lombard | 20 lat – koncert przeżyj to sam                                                  | koncert |
| 1 czerwca 2001                        | Perfect | Perfect – Trójka Live                                                            | koncert |
| 9 marca 2002                          | Raz, Dwa, Trzy                                                                                                  | Czy te oczy mogą kłamać                                                          | koncert |
| 14 marca 2004                         | Voo Voo | Trójdźwięki – dysk pierwszy                                                      | koncert |
| 9 grudnia 2004                        | O.S.T.R. i SOFA                                                                                                 | Trójka Live!                                                                     | koncert |
| 10 czerwca 2007                       | Raz, Dwa, Trzy                                                                                                  | Młynarski                                                                        | koncert |
| 14 i 15 czerwca 2007                  | Zespół Reprezentacyjny                                                                                          | Kumple to grunt                                                                  | koncert |
| 29 lipca 2007                         | IAMX | Live in Warsaw                                                                   | koncert |
| różne                                 | różni | Offsesje 1 (wyd. 2008), Offsesje 2 (wyd. 2010)                                   | Nagrania na potrzeby audycji Offensywa.                                                                             |
| 7 listopada 2010                      | Kasia Kowalska                                                                                                  | Ciechowski. Moja krew                                                            | koncert |
| 12 września 2010                      | Armia | Koncerty w Trójce vol. 2 – Armia                                                 | Koncert z okazji 25-lecia istnienia zespołu Armia.                                                                  |
| 24 października 2010                  | Jan Janga-Tomaszewski                                                                                           | Koncerty w Trójce vol. 11 – Janga Jan Tomaszewski (pisownia oryginalna)          | koncert |
| 26 lutego 2012                        | Renata Przemyk                                                                                                  | Koncerty w Trójce vol. 7 – Renata Przemyk                                        | Koncert |
| 1 kwietnia 2012                       | Maciej Maleńczuk                                                                                                | Koncerty w Trójce vol. 1 – Maciej Maleńczuk                                      | Koncert z okazji 50. urodzin Trójki.                                                                                |
| 12 października 2012                  | Buldog | Koncerty w Trójce vol. 8 – Buldog                                                | koncert |
| 21 listopada 2012                     | Brygada Kryzys                                                                                                  | Koncerty w Trójce vol. 4 – Brygada Kryzys „XXX Live”                             | Koncert w trzydziestą rocznicę wydania „czarnej płyty”.                                                             |
| 12 lutego 2013                        | String Big Band (Atom String Quartet, Orkiestra Sinfonia Viva, Krzysztof Herdzin – kolejność jak na okładce CD) | Koncerty w Trójce vol. 5 – String Big Band                                       | Koncert – retransmisja odbyła się 30 maja 2013 roku.                                                                |
| 13 marca 2013                         | Stanisława Celińska, Krystyna Tkacz, Artur Barciś (kolejność nazwisk jak na okładce CD)                         | Koncerty w Trójce vol. 3 – „Nie jesteś sama” – piosenki Agnieszki Osieckiej      | Spektakl w reżyserii Artura Barcisia. Piosenki Agnieszki Osieckiej zaśpiewały Stanisława Celińska i Krystyna Tkacz. |
| 7 kwietnia 2013                       | Anna Serafińska                                                                                                 | Koncerty w Trójce vol. 6 – Anna Serafińska Groove Machine                        | Koncert Anny Serafińskiej z zespołem Groove Machine.                                                                |
| 22 i 23 kwietnia 2013                 | Zespół Reprezentacyjny                                                                                          | Mur – piosenki Lluisa Llacha                                                     | koncert |
| 26 maja 2013                          | różni | Koncerty w Trójce vol. 9 – Paweł Królikowski i Goście „Uczucia nieparzyste”      | Koncert poświęcony twórczości poetyckiej aktora Pawła Królikowskiego.                                               |
| 27 października 2013                  | Lao Che | Koncerty w Trójce vol. 10 – Lao Che                                              | koncert |
| 16 marca 2014                         | Alosza Awdiejew                                                                                                 | Koncerty w Trójce vol. 12 – Alosza Awdiejew                                      | koncert |